# Zálší (district d'Ústí nad Orlicí)
Pour les articles homonymes, voir Zálší.
Zálší (en allemand : Salasch) est une commune du district d'Ústí nad Orlicí, dans la région de Pardubice, en République tchèque. Sa population s'élevait à 241 habitants en 2024.

## Géographie
Zálší se trouve à 5 km au sud-sud-est de Choceň, à 12 km à l'ouest d'Ústí nad Orlicí, à 34 km à l'est-sud-est de Pardubice et à 130 km à l'est-sud-est de Prague.
La commune est limitée par Kosořín au nord, par Svatý Jiří à l'est, par Vračovice-Orlov et Tisová au sud, et par Vysoké Mýto et Choceň à l'ouest.

## Histoire
La première mention écrite de la localité date de 1292, mais sa fondation remonte probablement au milieu du XIIIe siècle.

## Administration
La commune se compose de deux sections :
- Zálší
- Nořín

## Galerie

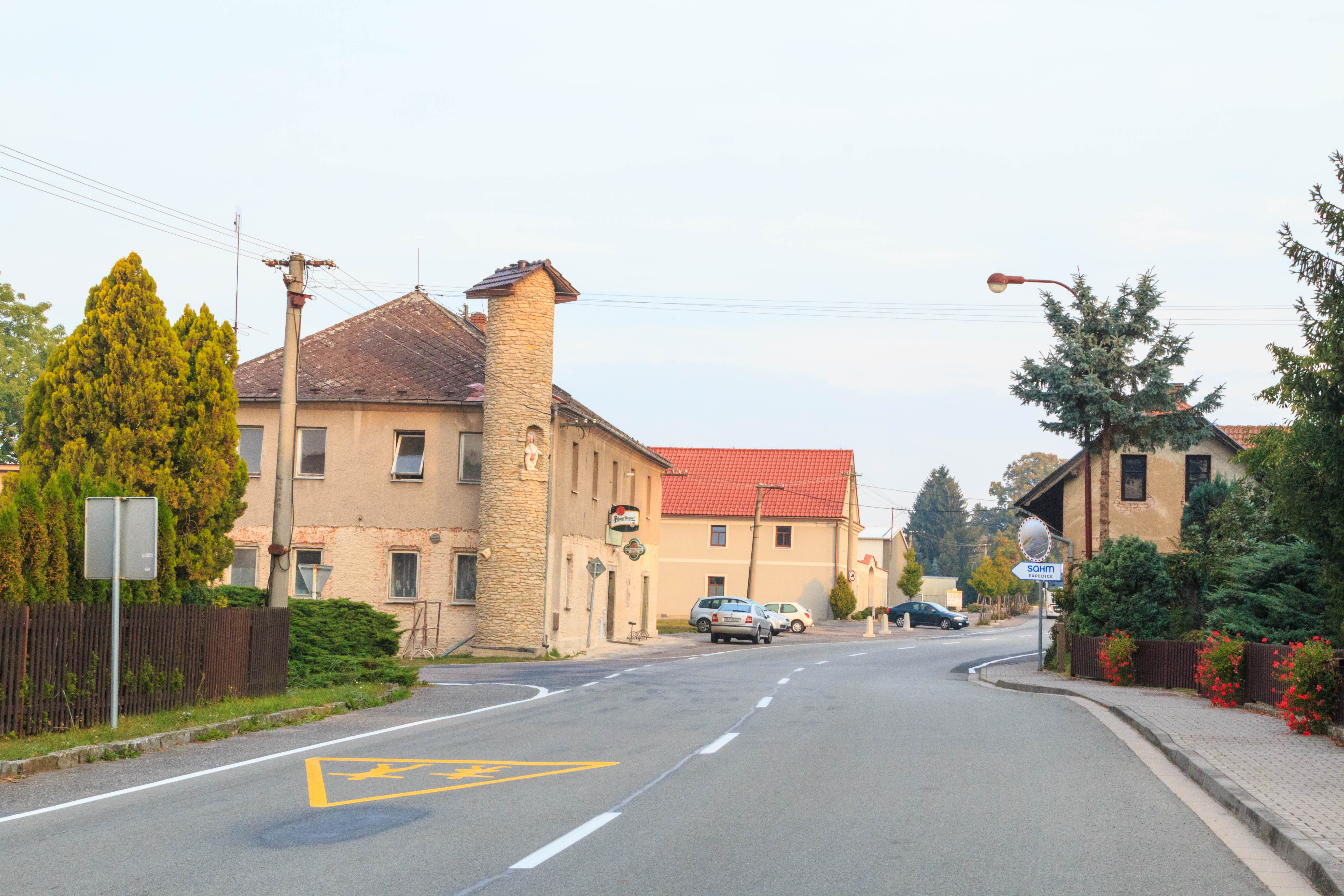
Rue de Zálší.
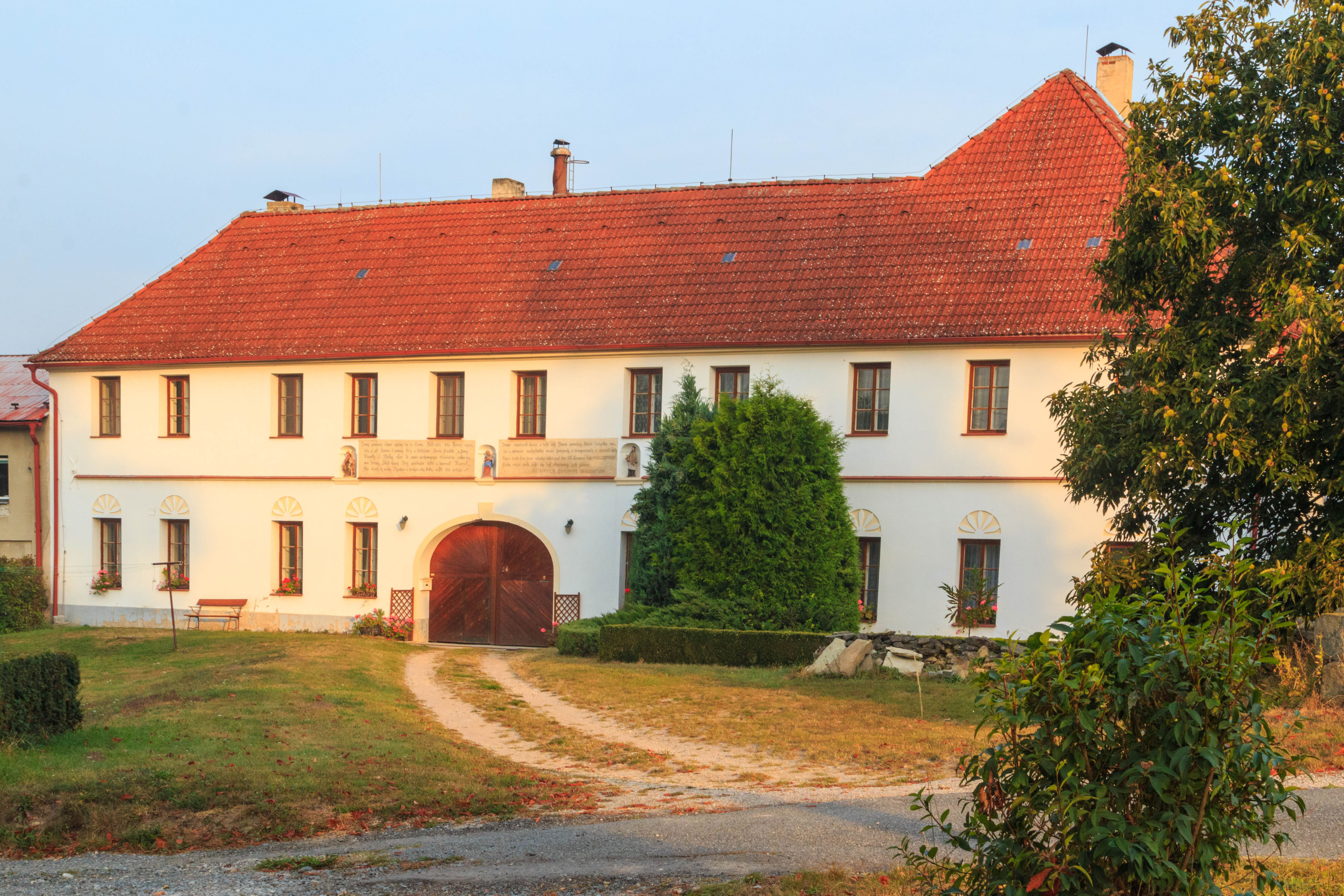
Maision à Zálší.

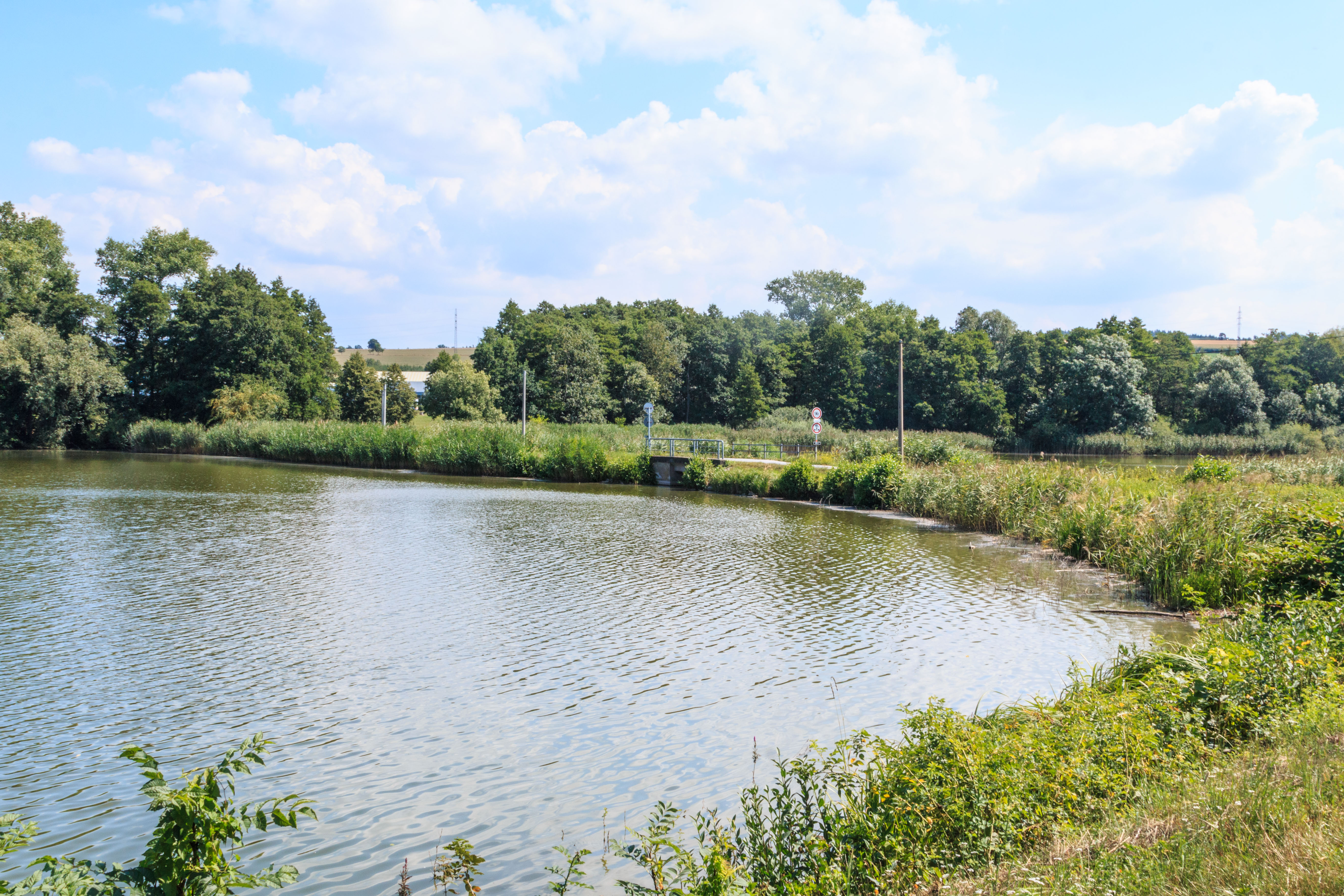
Étang de Malá strana.
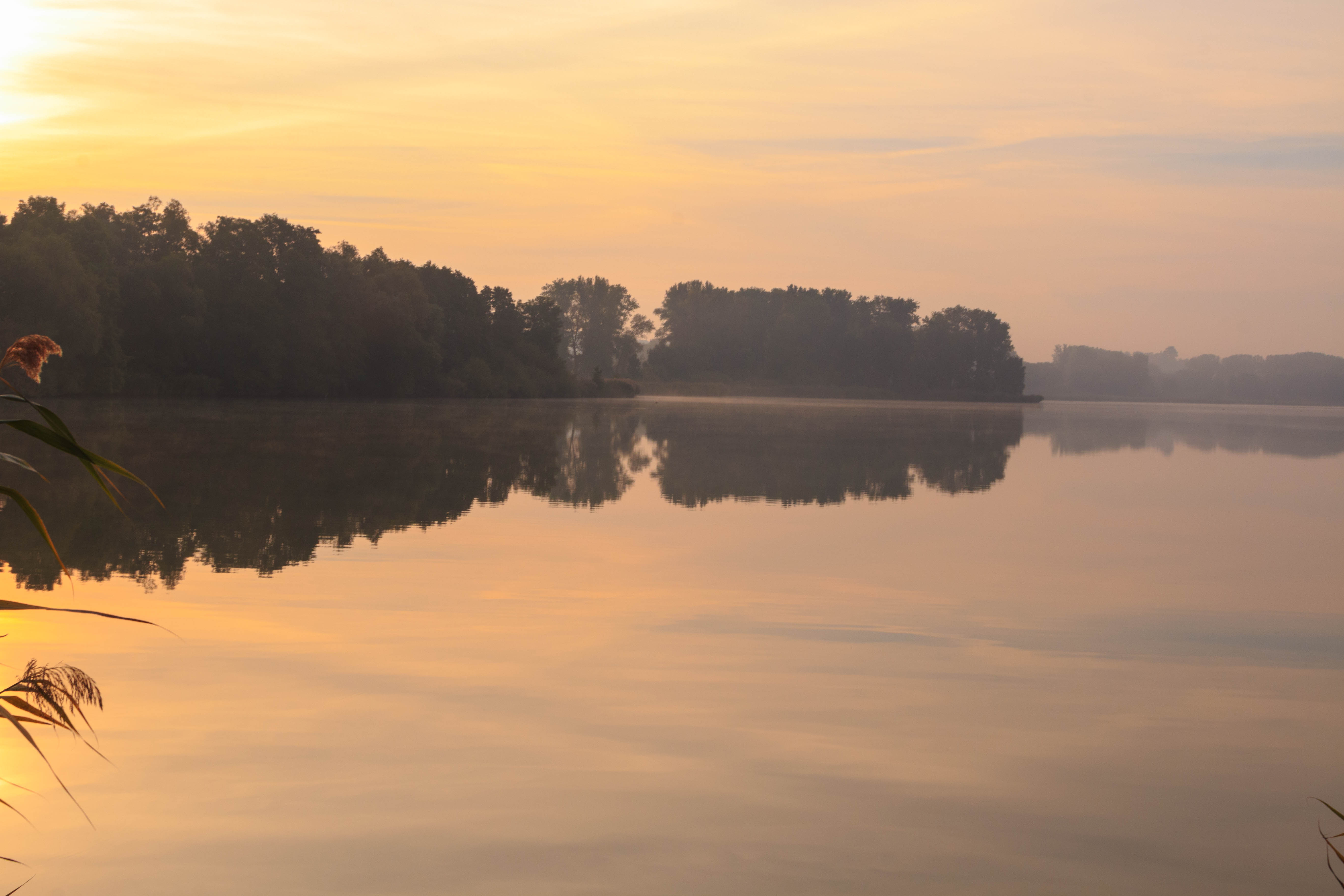
Étang de Velký Zálešský.

## Transports
Par la route, Zálší trouve à 5 km de Choceň, à 16 km d'Ústí nad Orlicí, à 41 km de Pardubice et à 156 km de Prague. 